# Millettia nyangensis
Millettia nyangensis är en ärtväxtart som beskrevs av François Pellegrin. Millettia nyangensis ingår i släktet Millettia och familjen ärtväxter. Inga underarter finns listade i Catalogue of Life.